# Rock Master
Rock Master (Arco Rock Master) jsou mezinárodní prestižní závody v lezení třídy masters s nejdelší tradicí, na které jsou zváni aktuálně nejlepší lezci z celého světa. Každoročně se pořádají na začátku září v italském městě Arco. Během týdenního festivalu se konají také závody juniorů a během slavnostního večera se udílejí mezinárodní prestižní ocenění Wild Country Rock Award (dříve Salewa Rock Award) a La Sportiva Competition Award za nejlepší výkony ve skalách a na závodech.

## Historie
Závod je spolu se světovým pohárem pokračovatelem myšlenky prvních (moderních) mezinárodních závodů Sportroccia, jejichž čtyři ročníky se konaly v letech 1985–1989. Závody v Arcu byly zpočátku součástí každoroční série pěti závodů Rock Master Tour (účastnil se jich také Jindřich Hudeček), později se konaly samostatně ještě nepravidelně i v dalších městech (Serre Chevalier,...), v Arcu dosud každoročně.

### Nominace
V průběhu závodů se měnily počty disciplín i počty zvaných závodníků u jednotlivých disciplín. V některých letech probíhaly během festivalu také závody světového poháru. U závodů SP a MS je širší nominace a v některých disciplínách se tyto roky nekonaly samostatně závody masters z pořadatelských důvodů. O účasti či výsledcích na Rock Masteru lze tedy hovořit jen u disciplín mimo SP, neboť v nominaci je rozdíl.
V roce 2010 se závody konaly ve formátu Světového poháru jako příprava na Mistrovství světa v roce 2011, účast byla tedy větší. V roce 2011 se v Arcu konalo zároveň Mistrovství světa, lezl se tedy navíc pouze duel.

### Obtížnost
V roce 1990 (i dříve) se na obtížnost lezla pracovní cesta (závodníci si jí mohli nacvičit před finálním přelezem) a cesta na OS (On-sight / na první pokus), vítězové se určovali podle výsledků z obou přelezů. Kromě toho se závodilo i na rychlost na dvou paralelních cestách. Bylo pozváno 28 sportovců, na základě klasifikačního žebříčku Mezinárodní asociace sportovních lezců (ASCI) k 1.3.1990, zúčastnilo se šestnáct mužů a devět žen.

### Rychlost
V pozdějších letech se na rychlost začalo lézt na standardní trati (dvě paralelní cesty) a na tento závod se již nominovali speciální rychlostní lezci, leze se systémem vyřazovacího pavouka a poté se hned ještě ve finále závodí o třetí a první místo.

### Duel
V duelu se leze ve dvou obtížných paralelních cestách na obtížnost a vítězí rychlejší závodník. Postupuje sem osm nejlepších závodníků ze závodu na obtížnost v rámci Arco Rock Masteru, případně ze světového poháru konaného v rámci tohoto festivalu.

### Nominace a účast českých závodníků
- obtížnost: Jindřich Hudeček, Tomáš Mrázek, Adam Ondra
- rychlost: Libor Hroza, Jiří Švácha, Lucie Hrozová, Jan Kříž
- bouldering: Věra Kotasová-Kostruhová, Helena Lipenská, Silvie Rajfová, Adam Ondra
- duel: Adam Ondra
- při širší nominaci ve formátu mistrovství světa: Jan Kříž, Iva Vejmolová

## Vítězové
Některé ročníky byly v jednotlivých disciplínách součástí světového poháru nebo mistrovství světa, tedy s širší než zvanou nominací.

### Obtížnost
| Rok  | Muži                                             | Ženy                         | Další umístění                  | Závodníků   |
| ---- | ------------------------------------------------ | ---------------------------- | ------------------------------- | ----------- |
| 1987 | Stefan Glowacz                                   | Lynn Hill                    | —                               |             |
| 1988 | Stefan Glowacz Patrick Edlinger                  | Lynn Hill                    | —                               |             |
| 1989 | Didier Raboutou                                  | Lynn Hill                    | —                               |             |
| 1990 | François Legrand                                 | Lynn Hill                    | —                               | 16+9        |
| 1991 | Júdži Hirajama                                   | Isabelle Patissier           | 8. Jindřich Hudeček             | 15+9        |
| 1992 | Stefan Glowacz                                   | Lynn Hill                    | —                               | 16+8        |
| 1993 | Elie Chevieux                                    | Susi Good                    | —                               | 15+8        |
| 1994 | François Legrand                                 | Robyn Erbesfield             | —                               | 15+10       |
| 1995 | François Lombard                                 | Laurence Guyon               | —                               | 14+11       |
| 1996 | François Lombard                                 | Katie Brown                  | —                               | 14+11       |
| 1997 | François Legrand                                 | Katie Brown                  | —                               | 16+11       |
| 1998 | François Legrand                                 | Liv Sansoz                   | —                               | 17+12       |
| 1999 | Jevgenij Ovčinnikov                              | Muriel Sarkany               | —                               | 16+12       |
| 2000 | Jevgenij Ovčinnikov                              | Muriel Sarkany               | —                               | 18+14       |
| 2001 | Christian Bindhammer Tomáš Mrázek Júdži Hirajama | Muriel Sarkany Martina Čufar | —                               | 17+11       |
| 2002 | Alexandre Chabot                                 | Sandrine Levet               | 2. Tomáš Mrázek                 | 12+12       |
| 2003 | Alexandre Chabot                                 | Angela Eiter                 | 2. Tomáš Mrázek                 | 12+9        |
| 2004 | Alexandre Chabot                                 | Angela Eiter                 | 2. Tomáš Mrázek                 | 12+9        |
| 2005 | Ramón Julián Puigblanque                         | Angela Eiter                 | 3. Tomáš Mrázek                 | 13+9        |
| 2006 | Ramón Julián Puigblanque                         | Sandrine Levet               | 3. Tomáš Mrázek                 | 14+10       |
| 2007 | Ramón Julián Puigblanque                         | Angela Eiter                 | 3. Tomáš Mrázek                 | 11+12       |
| 2008 | Patxi Usobiaga Lakunza                           | Johanna Ernst                | 3. Tomáš Mrázek                 | 9+10        |
| 2009 | Ramón Julián Puigblanque                         | Angela Eiter                 | 3. Adam Ondra 6. Tomáš Mrázek   | 13+12       |
| 2010 | Ramón Julián Puigblanque                         | Kim Ča-in                    | 3. Adam Ondra                   | 8+8 (44+36) |
| 2011 | —                                                | —                            | —                               | (MS 2011)   |
| 2012 | Ramón Julián Puigblanque                         | Angela Eiter                 | 5. Adam Ondra                   | 11+10       |
| 2013 | Ramón Julián Puigblanque                         | Mina Markovič                | —                               | 11+11       |
| 2014 | Sači Amma                                        | Magdalena Röck               | —                               | 12+12       |
| 2015 | —                                                | —                            | —                               | (MSJ 2015)  |
| 2016 | Romain Desgranges                                | Anak Verhoeven               | 5. Adam Ondra                   | (SP 2016)   |
| 2017 | Jakob Schubert                                   | Kim Ča-in                    | 2. Adam Ondra 27. Iva Vejmolová | (SP 2017)   |
| 2023 | Adam Ondra                                       | Janja Garnbret               |                                 | [ 8 ]       |

- Ramón Julián Puigblanque (7/1/1):
- Angela Eiter (6):
- Lynn Hill (5):
- François Legrand (4):
- Muriel Sarkany (3):
- Alexandre Chabot (3):
- Stefan Glowacz (3):

### Rychlost
| Rok  | Muži                   | Ženy                | Další umístění                | Závodníků       |
| ---- | ---------------------- | ------------------- | ----------------------------- | --------------- |
| 1989 | Jacky Godoffe          | —                   | —                             |                 |
| 1990 | Jacky Godoffe          | —                   | —                             |                 |
| 1999 | Vladimir Zacharov      | —                   | —                             | 17+0            |
| 2000 | Alexei Gadeev          | —                   | —                             | 16+0            |
| 2001 | Iakov Soubotine        | —                   | —                             | 10+0            |
| 2002 | Tomasz Oleksy          | —                   | —                             | 10+0            |
| 2003 | Alexei Gadeev          | —                   | —                             | 8+0             |
| 2004 | Tomasz Oleksy          | —                   | 7. Libor Hroza 8. Jiří Švácha | 8+0             |
| 2005 | Tomasz Oleksy          | —                   | 7.-8. Libor Hroza             | 8+0             |
| 2006 | Sergej Sinicyn         | —                   | 4. Libor Hroza                | 8+0             |
| 2007 | Jevgenij Vajcechovskij | —                   | 5. Libor Hroza                | 12+0            |
| 2008 | Manuel Escobar         | Olena Repko         | —                             | 8+8             |
| 2009 | Libor Hroza            | Edyta Ropek         | 8. Lucie Hrozová              | 10+10           |
| 2010 | Libor Hroza            | Che Cchuej-lien     | —                             | 29+22 (pre MS)  |
| 2011 | —                      | —                   | —                             | (MS 2011)       |
| 2012 | Leonardo Gontero       | Alina Gajdamakinová | 3. Libor Hroza                | 16+17 (SP 2012) |
| 2013 | Libor Hroza            | Alina Gajdamakinová | 23. Jan Kříž                  | 30+19 (SP 2013) |
| 2014 | Libor Hroza            | Anouck Jaubert      | —                             | 32+29 (SP 2014) |
| 2015 | —                      | —                   | —                             | (MSJ 2015)      |
| 2016 | Marcin Dzienski        | Anouck Jaubert      | 5. Libor Hroza 16. Jan Kříž   | (SP 2016)       |
| 2017 | Vladislav Deulin       | Anouck Jaubert      | 8. Libor Hroza 21. Jan Kříž   | (SP 2017)       |

- Libor Hroza (4/0/1):
- Tomasz Oleksy (3/0/3):  +bouldering (1/2/0):
- Alexei Gadeev (2):
- Alina Gajdamakinová (2):

### Bouldering
| Rok  | Muži                 | Ženy               | Další umístění                 | Závodníků  |
| ---- | -------------------- | ------------------ | ------------------------------ | ---------- |
| 1999 | Daniel Andrada       | Jelena Čumilovová  | —                              | 13+9       |
| 2000 | Tomasz Oleksy        | Natalia Novikova   | 6.-8. Věra Kotasová-Kostruhová | 16+16      |
| 2001 | Salavat Rachmetov    | Corinne Théroux    | —                              | 8+8        |
| 2002 | Mauro Calibani       | Olga Jakovlevová   | 6. Věra Kotasová-Kostruhová    | 6+6        |
| 2003 | Mauro Calibani       | Olga Bibiková      | 6. Věra Kotasová-Kostruhová    | 8+6        |
| 2004 | Matthias Müller      | Mélanie Son        | —                              | 8+7        |
| 2005 | Kilian Fischhuber    | Mélanie Son        | —                              | 7+7        |
| 2006 | Nalle Hukkataival    | Anna Stöhr         | 7. Helena Lipenská             | 9+7        |
| 2007 | Gareth Parry         | Anna Stöhr         | 5. Silvie Rajfová              | 8+7        |
| 2008 | Kilian Fischhuber    | Katharina Saurwein | 6. Silvie Rajfová              | 8+7        |
| 2009 | Kilian Fischhuber    | Alizée Dufraisse   | —                              | 8+8        |
| 2010 | Cédric Lachat        | Anna Stöhr         | 21. Silvie Rajfová             | 40+27      |
| 2011 | —                    | —                  | —                              | (MS 2011)  |
| 2012 | Dmitrij Šarafutdinov | Alex Puccio        | —                              | 11+8       |
| 2013 | Rustam Gelmanov      | Alex Puccio        | —                              | 12+9       |
| 2014 | Jernej Kruder        | Alex Puccio        | —                              | 11+8       |
| 2015 | —                    | —                  | —                              | (MSJ 2015) |
| 2016 | Adam Ondra           | Katharina Saurwein | —                              | 7+7 KO     |
| 2017 | Čon Džong-won        | Alex Puccio        | —                              | 7+6 KO     |
| 2018 | Alexej Rubcov        | Fanny Gibert       | —                              | 7+7 KO     |
| 2021 | Adam Ondra           | Laura Rogora       |                                | [ 13 ]     |

- Kilian Fischhuber (3):
- Alex Puccio (4):
- Anna Stöhr (3):
- Mélanie Son (2):
- Mauro Calibani (2):

### Duel
| Rok  | Muži             | Ženy                   | Další umístění | Závodníků |
| ---- | ---------------- | ---------------------- | -------------- | --------- |
| 2010 | Adam Ondra       | Katharina Posch        | —              | 8+8       |
| 2011 | Adam Ondra       | Jana Čerešněvová       | —              | 16+16     |
| 2012 | Jakob Schubert   | Dinara Fachritdinovová | 2. Adam Ondra  | 8+8       |
| 2013 | Sean McColl      | Dinara Fachritdinovová | —              | 8+8       |
| 2014 | Sean McColl      | Dinara Fachritdinovová | —              | 8+7       |
| 2015 | Adam Ondra       | Hélène Janicot         | —              | 8+8       |
| 2016 | Adam Ondra       | Janja Garnbret         | —              | 9+10      |
| 2017 | Adam Ondra       | Julia Chanourdie       | —              | 10+10     |
| 2018 | Adam Ondra       | Janja Garnbret         | —              | +         |
| 2019 | Jakob Schubert   | Mia Krampl             | 2. Adam Ondra  | [ 19 ]    |
| 2021 | Stefano Ghisolfi | Mia Krampl             | 2. Adam Ondra  | [ 20 ]    |
| 2023 | Adam Ondra       | Janja Garnbret         |                | [ 21 ]    |

- Adam Ondra (6/2/0):
- Sean McColl (2/2/0):
- Dinara Fachritdinovová (3):

### Čeští Mistři a medailisté
| Ročník    | Disciplína | Lezec/lezkyně | Zlato         | Stříbro          | Bronz            |
| --------- | ---------- | ------------- | ------------- | ---------------- | ---------------- |
| 2001      | Obtížnost  | Tomáš Mrázek  | Zlatá medaile |                  |                  |
| 2002      | Obtížnost  | Tomáš Mrázek  |               | Stříbrná medaile |                  |
| 2003      | Obtížnost  | Tomáš Mrázek  |               | Stříbrná medaile |                  |
| 2004      | Obtížnost  | Tomáš Mrázek  |               | Stříbrná medaile |                  |
| 2005      | Obtížnost  | Tomáš Mrázek  |               |                  | Bronzová medaile |
| 2006      | Obtížnost  | Tomáš Mrázek  |               |                  | Bronzová medaile |
| 2007      | Obtížnost  | Tomáš Mrázek  |               |                  | Bronzová medaile |
| 2008      | Obtížnost  | Tomáš Mrázek  |               |                  | Bronzová medaile |
| 2009      | Obtížnost  | Adam Ondra    |               |                  | Bronzová medaile |
| 2009      | Rychlost   | Libor Hroza   | Zlatá medaile |                  |                  |
| 2010      | Rychlost   | Libor Hroza   | Zlatá medaile |                  |                  |
| 2010      | Duel       | Adam Ondra    | Zlatá medaile |                  |                  |
| 2010      | Obtížnost  | Adam Ondra    |               |                  | Bronzová medaile |
| 2011      | Duel       | Adam Ondra    | Zlatá medaile |                  |                  |
| 2012      | Duel       | Adam Ondra    |               | Stříbrná medaile |                  |
| 2012 (SP) | Rychlost   | Libor Hroza   |               |                  | Bronzová medaile |
| 2013 (SP) | Rychlost   | Libor Hroza   | Zlatá medaile |                  |                  |
| 2014 (SP) | Rychlost   | Libor Hroza   | Zlatá medaile |                  |                  |
| 2015      | Duel       | Adam Ondra    | Zlatá medaile |                  |                  |
| 2016      | Duel       | Adam Ondra    | Zlatá medaile |                  |                  |
| 2016      | Bouldering | Adam Ondra    | Zlatá medaile |                  |                  |
| 2017 (SP) | Obtížnost  | Adam Ondra    |               | Stříbrná medaile |                  |
| 2017      | Duel       | Adam Ondra    | Zlatá medaile |                  |                  |
| 2018      | Duel       | Adam Ondra    | Zlatá medaile |                  |                  |
| 2019      | Duel       | Adam Ondra    |               | Stříbrná medaile |                  |

- Adam Ondra (7/3/2):
- Libor Hroza (4/0/1):
- Tomáš Mrázek (1/3/4):